# Antun Hek
Vlč. Antun Hek (Heki, 15. srpnja 1944. − Tarska vala, na cesti iz Novigrada za Pazin, 24. veljače 2002.) bio je hrvatski katolički svećenik, profesor i ravnatelj Pazinskog kolegija klasične gimnazije i direktor Biskupskog Caritasa za Istru od 1992. i crkveni dužnosnik. 

## Životopis
Rodio se je u Hekima 1944. godine. U rodnim Hekima na Pazinštini polazio je pučku školu. U Pazinu pohađao gimnaziju, prva dva razreda u državnoj gimnaziji, a treći i četvrti u gimnaziji Biskupskog sjemeništa. Na vanjskoj gimnaziji Otokar Keršovani u Pazinu položio je maturu. Bogoslovlje je studirao u Zadru (dvije godine), a treću u Rijeci na Visokoj teološkoj školi u Rijeci. U Rijeci je diplomirao. Godine 1968. se zaredio, a mladu misu služio je u Pazinu. U Zagrebu je 1969./1970. upisao studij hrvatskog jezika i književnosti i latinskog jezika i rimske književnosti na Filozofskom fakultetu u Zagrebu, koje je diplomirao.
Bio je svećenik u Rovinjskom Selu, biskupski kancelar u Poreču. U Pazinu na Biskupskom sjemeništu bio je profesor i podravnatelj. Upravljao je župom Pazinski Novaki. U doba prije i tijekom hrvatskog proljeća 1969. – 1972. organizirao je katolički pokret mladih. Poslije se posvetio radu u izdavaštvu. Najvrjedniji rezultat tog rada je kalendar Istarska Danica te Ladonja, list istarskih župa, koji je pokrenuo 1972. u Zagrebu.
Predsjedavao je Istarskim književnim društvom "Juraj Dobrila", čiji je bio glavni i odgovorni urednik i tajnik. Objavio je brojne izvornike i pretiske povijesnih djela. Na mjestu predsjednika naslijedio ga je vlč. Ante Močibob.
Od 1994. bio je biskupski konzultor i kapelan pape Ivana Pavla II. 
Zauzimanjem Antuna Heka osnovan je Pazinski kolegij – klasična gimnazija, čiji je bio prvi ravnatelj (od 1993.). Njegovim zauzimanjem izgrađena je i športska dvorana (arhitekt Berislav Iskra), a za potrebe smještaja učenika Porečko-pulska biskupija izgradila je 2004. novi učenički dom Kolegija. Bio je koordinatorom opsežnih radova na preuređenju stare sjemenišne zgrade u koju je kolegij smješten. Bio je predsjednik Saveza hrvatskih katoličkih škola, član Prosvjetno-školskog vijeća Ministarstva prosvjete RH, član Prezbiterskog vijeća i Konzultorskog zbora Porečko-pulske biskupije; pokretač i odgovorni urednik te član nadzornog odbora nakladničkog poduzeća "Josip Turčinović" d.o.o., pokretač Centra za informacije i komunikacije "Božo Milanović", obnašao je i mnoge druge dužnosti u obrazovanju i izdavaštvu. 
Poginuo je u prometnoj nesreći u nedjelju 24. veljače 2002. oko 19.20 sati na cesti iz Novigrada za Poreč.

## Nagrade i priznanja
Odlikovan je Redom Danice hrvatske s likom Antuna Radića (1995.).
1996. odlikovan je odličjem Reda Danice hrvatske s likom Katarine Zrinske.
Grad Pazin odlikovao ga je gradskom Plaketom (1995.). 
Danas se Katoličko prosvjetno društvo prosvjetnih djelatnika Istre zove njegovim imenom.

## Vanjske poveznice
- WorldCat Antun Hek
- A. Dagostin: Pazinski memorijal o istaknutim ličnostima Istre, Glas Istre, 26. rujna 2013.